# Mesomermis membranacea
Mesomermis membranacea  (лат.) — вид круглых червей из семейства Mermithidae (отряд Mermithida, Nematoda). Эндемик озера Байкал (Россия), где обнаружен в южной его части на илистом грунте на глубине от 34 до 300 м.Круглые черви мелких размеров. Имеют 2 длинные серповидно изогнутые спикулы, 6 продольных хорд и 6 головных папилл, рот конечный, с небольшим отверстием. Снаружи покрыты толстой кутикулой. Предположительно паразиты личинок мошек (Simuliidae).
Вид был впервые описан в 1976 году советским зоологом профессором Иваном Антоновичем Рубцовым и включён в ранее выделенный отдельный род Mesomermis Daday, 1911 из семейства Mermithidae.